# Karya Pelita
Karya Pelita is een bestuurslaag in het regentschap Bengkulu Utara van de provincie Bengkulu, Indonesië. Karya Pelita telt 937 inwoners (volkstelling 2010).